# David Accam
David Accam (ur. 28 września 1990 w Akrze) – ghański piłkarz grający na pozycji napastnika lub lewoskrzydłowego, zawodnik amerykańskiego klubu Columbus Crew.

## Życiorys

### Kariera klubowa
Swoją karierę piłkarską Accam rozpoczął w 2004 w akademii piłkarskiej Right to Dream Academy. W 2009 wyjechał do Anglii i został zawodnikiem tamtejszego klubu Ledbury Town grającego w West Midlands Premier (10. poziom rozgrywkowy). W sezonie 2010/2011 grał w zespole Evesham United w Southern Premier (7. poziom rozgrywkowy), a także w rezerwach Forest Green Rovers. Na początku 2012 roku trafił do szwedzkiego klubu Östersunds FK z Division 1. Swój debiut w Östersunds zaliczył 14 kwietnia 2012 w zremisowanym 1:1 domowym meczu z IK Sirius. W sezonie 2012 Östersunds FK awansował do Superettan.
W trakcie sezonu 2012 Accam przeszedł do Helsingborgs IF. W Allsvenskan zadebiutował 18 sierpnia 2012 w przegranym 1:2 wyjazdowym meczu z Elfsborgiem. W maju 2014 wystąpił w barwach Helsingborga w przegranym 0:1 finale Pucharu Szwecji z Elfsborgiem. W sezonie 2014 z 17 golami był najlepszym strzelcem Helsingborga i drugim najlepszym w lidze po Duńczyku Lasse Vibe. W zespole Helsingborga zagrał 62 razy w lidze szwedzkiej i strzelił 30 goli.
Na początku 2015 Accam podpisał kontrakt z Chicago Fire. W Major League Soccer swój debiut zaliczył 23 marca 2015 w przegranym 1:2 wyjazdowym meczu z San Jose Earthquakes. W 2018 roku odszedł do Philadelphii Union.
8 maja 2019 podpisał kontrakt z amerykańskim klubem Columbus Crew, kwota odstępnego 447 tys. euro.

### Kariera reprezentacyjna
W reprezentacji Ghany Accam zadebiutował 15 listopada 2014 w przegranym 0:1 meczu kwalifikacji do Pucharu Narodów Afryki 2015 z Ugandą, rozegranym w Kampali. W 2015 roku został powołany do kadry na ten turniej. Zagrał na nim w jednym meczu, przegranym 1:2 z Senegalem. Wraz z Ghaną wywalczył wicemistrzostwo Afryki.

## Statystyki

### Klubowe
Stan na 6 października 2019
| Sezon   | Klub                | Kraj              | Rozgrywki             | Mecze | Gole |
| ------- | ------------------- | ----------------- | --------------------- | ----- | ---- |
| 2009/10 | Ledbury Town        | Anglia            | West Midlands Premier | 8     | 5    |
| 2010/11 | Evesham United      | Anglia            | Southern Premier      | 20    | 10   |
| 2010/11 | Forest Green Rovers | Anglia            | Conference National   | 0     | 0    |
| 2012    | Östersunds FK       | Szwecja           | Division 1.           | 14    | 9    |
| 2012    | Helsingborgs IF     | Szwecja           | Allsvenskan           | 10    | 3    |
| 2013    | Helsingborgs IF     | Szwecja           | Allsvenskan           | 27    | 10   |
| 2014    | Helsingborgs IF     | Szwecja           | Allsvenskan           | 25    | 17   |
| 2015    | Chicago Fire        | Stany Zjednoczone | MLS                   | 24    | 10   |
| 2016    | Chicago Fire        | Stany Zjednoczone | MLS                   | 24    | 9    |
| 2017    | Chicago Fire        | Stany Zjednoczone | MLS                   | 31    | 14   |
| 2018    | Philadelphia Union  | Stany Zjednoczone | MLS                   | 23    | 1    |
| 2019    | Philadelphia Union  | Stany Zjednoczone | MLS                   | 8     | 4    |
| 2019    | Columbus Crew       | Stany Zjednoczone | MLS                   | 15    | 2    |